# Alcira Soust Scaffo
Alcira Soust Scaffo   (Departament de Durazno, 4 de març de 1924 - Montevideo, 30 de juny de 1997) va ser una mestra i poeta uruguaiana radicada durant més de dues dècades a Mèxic. Durant l'ocupació de la UNAM per l'Exèrcit Mexicà de 1968, va romandre oculta durant quinze dies en un bany de la universitat. Aquest episodi es va convertir en una anècdota destacada del Moviment de 1968 que va ser recollit en novel·les de Roberto Bolaño.

## Biografia
Va ser la menor de tres germanes en una família de classe mitjana. Des de molt jove es va destacar en l'estudi, convertint-se en mestra d'escola amb tan sols 20 anys. Va ser ajudant interina a l'Escola Granja número 43 de Chileno Grande, a la vora nord del Riu Negre.
A la dècada del 1960 va anar a viure a Mèxic. Va rebre una beca per part del Centre de Cooperació Regional per a l'Educació d'Adults a Amèrica Llatina i el Carib (CREFAL), per assistir al curs de formació d'Especialistes en Educació Fonamental a Pátzcuaro, Mèxic. Al curs va assistir junt amb altres tres compatriotes, entre ells el mestre Miguel Soler, qui anys més tard arribaria a dirigir el CREFAL.
Al CREFAL va treballar amb comunitats indígenes i camperoles. Com a treball final de curs va escriure un assaig sobre la importància de la recreació titulat «La recreació en l'estructura de la personalitat», el qual seria la primera tesi publicada pel CREFAL. Finalitzat el curs, Soust va obtenir una extensió de la beca per estudiar muralisme amb Rufino Tamayo.
El 1960 va contreure matrimoni amb un metge, de qui es va separar el 1962.

## Episodi de 1968 a la UNAM

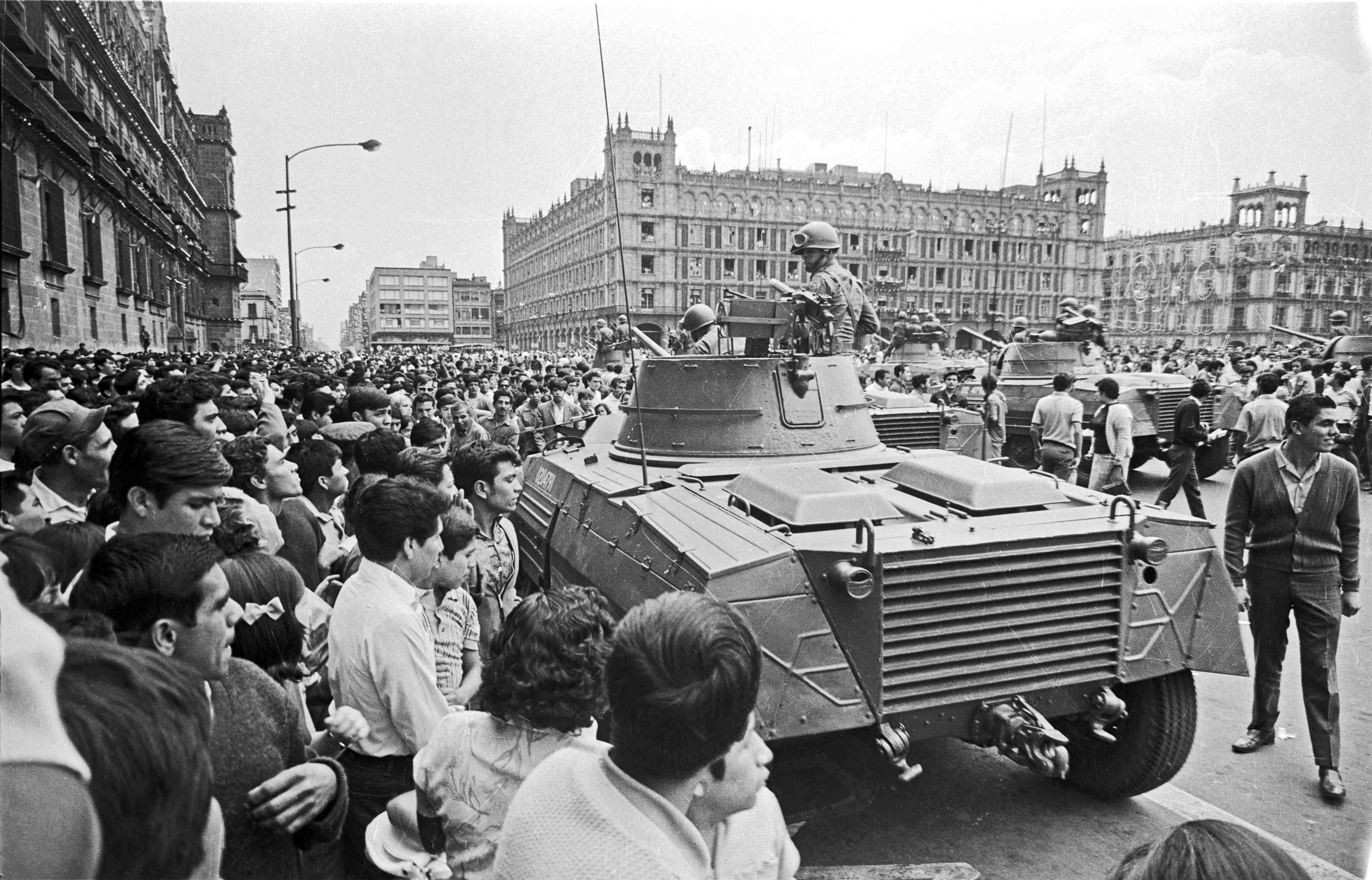
Elements de l'exèrcit mexicà al Zócalo de la Ciutat de Mèxic, 28 de agost de 1968

El 1968, Alzira Soust residia i treballava al campus de la UNAM. Sense tenir una feina estable, vivia de petites tasques que li atorgaven alguns professors de la Facultat de Filosofia i Lletres (traduccions de francès principalment), de l'ajuda dels seus amics i dels dibuixos i poemes que lliurava a voluntat o simplement regalava.
S'havia vinculat amb els poetes de l'escena de Mèxic DF, on va fer amistat amb José Revueltas. En Soust està basat el personatge «Auxilio Lacouture» de la novel·la Els detectius salvatges, en la qual Roberto Bolaño va recrear l'ambient literari d'aquella època. En aquesta obra, i posteriorment en Amulet, es reconstrueix literàriament la resistència de Soust durant la invasió de la UNAM per l'Exèrcit Mexicà.
La ciutat universitària va ser envaïda i ocupada per l'exèrcit el 18 de setembre de 1968. Alguns testimonis sostenen que Soust va ajudar a estudiants a escapar i va recitar versos de León Felipe pels altaveus a manera de resistència pacífica. La por a ser capturada la va portar a amagar-se en un bany de la torre d'Humanitats, on va romandre els 15 dies que va durar l'ocupació.
Aquest fet la va transformar en un mite del moviment estudiantil, que la va passar a considerar com la uruguaiana que «va resistir» l'ocupació militar.

## Retorn a l'Uruguai el 1988
Va tornar a l'Uruguai el 1988. Va arribar a Montevideo en un fràgil estat de salut i amb una carta a la seva família en la qual es detallava la seva delicada situació psicològica. Al principi va mantenir contacte amb els seus familiars, qui la van recolzar econòmicament en moltes ocasions. Finalment va perdre completament el vincle, tot i la recerca de la seva família, que no va assolir tornar a establir contacte.
Va morir el 30 de juny de 1997 als 74 anys, per una infecció respiratòria, a l'Hospital de Clínicas de Montevideo.
El 2018, com a part de la commemoració del 50è aniversari de el Moviment estudiantil a Mèxic, la Direcció de Difusió Cultural va comissionar a Gabriela Ortiz, com a compositora, i Silvia Peláez, com libretista, una òpera de cambra titulada Luciérnaga. Monodrama musical para soprano, actor, ensamble de cámara y multimedia, que reprèn l'episodi d'Alzira Soust Scaffo tancada a la Torre II d'Humanitats de la UNAM. L'obra va ser estrenada el 10 d'octubre de 2018 a la Sala Miguel Covarrubias de la Ciutat de Mèxic.